# Jean-Louis Zanon
Jean-Louis Zanon (født 30. november 1960 i Montauban) er en fransk tidligere fodboldspiller, der spillede på midtbanen for flere franske klubber og opnåede enkelte kampe på forskellige franske landshold, primært i 1980'erne.

## Fodboldkarriere

### Aktiv klubkarriere
Zanon var på klubplan tilknyttet klubberne Saint-Etienne, Marseille, Metz, Nîmes, Gap Hautes Alpes og Nancy, alle i hjemlandet. Med Saint-Étienne var han med til at vinde det franske mesterskab, mens han med Metz triumferede i pokalturneringen Coupe de France.
Han debuterede på Frankrigs U/21-fodboldlandshold i 1980 og opnåede i alt seks kampe på dette hold frem til 1982, herunder to kampe mod Sovjetunionen U/21 i EM 1982, hvor han scorede begge de franske mål i den anden af kampene, som Frankrig tabte 2-4.

### Landshold
Han opnåede en enkelt kamp på det franske landshold i 1983, og desuden var han med på OL-holdet til OL 1984 i Los Angeles. Frankrig vandt sin gruppe med sejr over Norge og to uafgjorte kampe. I kvartfinalen blev Egypten besejret med 2-0, hvorpå Frankrig vandt 4-2 (efter forlænget spilletid) over Jugoslavien i semifinalen. Finalen blev et møde med Brasilien, som Frankrig besejrede med 2-0 og dermed sikrede sig guldet, mens Brasilien fik sølv og Jugoslavien bronze. Zanon spillede den første kamp samt de to afgørende i turneringen.

### Trænerkarriere
Da han kom til Gap i 1993, blev han spillende træner. Efter en sæson skiftede han til FC Annonay, som han stod i spidsen for i tre sæsoner, inden han indstillede denne del af karrieren.

## Titler
Ligue 1
- 1981 med Saint-Etienne

Coupe de France
- 1988 med FC Metz

OL
- 1984 med Frankrig